# خبات امینی
خبات امینی فعال محیط‌زیستی اهل کردستان ایران بود که در جریان تلاش برای مهار آتش‌سوزی در کوه آبیدر سنندج دچار سوختگی شدید شد. او پس از دو روز بستری در بیمارستان کوثر سنندج، در تاریخ ۷ مرداد ۱۴۰۴ (۲۸ ژوئیه ۲۰۲5) درگذشت.

## فعالیت‌ها
خبات امینی از فعالان داوطلب حوزه محیط زیست در استان کردستان بود. او در انجمن‌های مردمی شرکت داشت و در زمینه‌های آموزش محیط‌زیستی، پاک‌سازی طبیعت و اطفای آتش‌سوزی‌های جنگلی همکاری می‌کرد. فعالیت او بیشتر در مناطق کوهستانی سنندج، به‌ویژه کوه آبیدر متمرکز بود.

## حادثه آتش‌سوزی
در روز ۲۵ تیر ۱۴۰۴، آتش‌سوزی گسترده‌ای در ارتفاعات کوه آبیدر آغاز شد. خبات امینی همراه با حمید مرادی( فعال محیط زیست) و چیاکو یوسفی‌ در تلاش برای خاموش کردن آتش به منطقه رفت. بر اثر شدت سوختگی، خبات به بیمارستان کوثر در سنندج منتقل شد و علی‌رغم تلاش پزشکان، در ۷ مرداد ۱۴۰۴ جان باخت.

## واکنش‌ها
پس از درگذشت خبات امینی، موجی از همدردی و قدردانی در شبکه‌های اجتماعی، نهادهای محیط‌زیستی و رسانه‌ها ایجاد شد. کاربران زیادی با هشتگ‌هایی مانند «#قهرمان_طبیعت» و «#آبیدر» از فداکاری او و دیگر جان‌باختگان تقدیر کردند.

## یادبود
مراسم یادبود خبات امینی قرار است با حضور مردم و فعالان مدنی در سنندج برگزار شود. فعالان پیشنهاد دادند بخشی از مسیر کوه‌پیمایی آبیدر یا پناهگاه محیط‌زیستی در منطقه به نام او ثبت شود.